# Список птиц Литвы
Список птиц Литвы включает в общей сложности 342 вида, два из которых были выведены человеком, 23 интродуцированы. 8 видов находятся под угрозой исчезновения.

## Отряд:Гагарообразные(Gaviiformes)

### Гагаровые(Gaviidae)
- Краснозобая гагара (Gavia stellata)
- Чернозобая гагара (Gavia arctica)
- Полярная гагара (Gavia immer)
- Белоклювая гагара (Gavia adamsii)

## Отряд:Поганкообразные(Podicipediformes)

### Поганковые(Podicipedidae)
- Малая поганка (Tachybaptus ruficollis)
- Серощёкая поганка (Podiceps grisegena)
- Большая поганка (Podiceps cristatus)
- Красношейная поганка (Podiceps auritus)
- Черношейная поганка (Podiceps nigricollis)

## Отряд:Буревестникообразные(Procellariiformes)

### Качурки(Hydrobatidae)
- Северная качурка (Oceanodroma leucorhoa)

## Отряд:Пеликанообразные(Pelecaniformes)

### Пеликановые(Pelecanidae)
- Розовый пеликан (Pelecanus onocrotalus)

### Олушевые(Sulidae)
- Северная олуша (Morus bassanus)

### Баклановые(Phalacrocoracidae)
- Большой баклан (Phalacrocorax carbo)
- Хохлатый баклан (Phalacrocorax aristotelis)
- Малый баклан (Phalacrocorax pygmeus)

## Отряд:Аистообразные(Ciconiiformes)

### Цаплевые(Ardeidae)
- Серая цапля (Ardea cinerea)
- Рыжая цапля (Ardea purpurea)
- Большая белая цапля (Ardea alba)
- Малая белая цапля (Egretta garzetta)
- Египетская цапля (Bubulcus ibis)
- Обыкновенная кваква (Nycticorax nycticorax)
- Большая выпь (Botaurus stellaris)

### Аистовые(Ciconiidae)
- Чёрный аист (Ciconia nigra)
- Белый аист (Ciconia ciconia)

### Ибисовые(Threskiornithidae)
- Священный ибис (Threskiornis aethiopicus)
- Каравайка (Plegadis falcinellus)
- Обыкновенная колпица (Platalea leucorodia)

## Отряд:Фламингообразные(Phoenicopteriformes)

### Фламинговые(Phoenicopteridae)
- Обыкновенный фламинго (Phoenicopterus roseus)

## Отряд:Гусеобразные(Anseriformes)

### Утиные(Anatidae)
- Лебедь-шипун (Cygnus olor)
- Чёрный лебедь (Cygnus atratus)
- Лебедь-кликун (Cygnus cygnus)
- Американский лебедь (Cygnus columbianus)
- Гуменник (Anser fabalis)
- Короткоклювый гуменник (Anser brachyrhynchus)
- Белолобый гусь (Anser albifrons)
- Пискулька (Anser erythropus)
- Серый гусь (Anser anser)
- Горный гусь (Anser indicus)
- Белый гусь (Chen caerulescens)
- Чёрная казарка (Branta bernicla)
- Белощёкая казарка (Branta leucopsis)
- Канадская казарка (Branta canadensis)
- Краснозобая казарка (Branta ruficollis)
- Огарь (Tadorna ferruginea)
- Пеганка (Tadorna tadorna)
- Свиязь (Anas penelope)
- Американская свиязь (Anas americana)
- Серая утка (Anas strepera)
- Чирок-свистунок (Anas crecca)
- Кряква (Anas platyrhynchos)
- Шилохвость (Anas acuta)
- Чирок-трескунок (Anas querquedula)
- Широконоска (Anas clypeata)
- Красноносый нырок (Netta rufina)
- Красноголовый нырок (Aythya ferina)
- Белоглазый нырок (Aythya nyroca)
- Хохлатая чернеть (Aythya fuligula)
- Морская чернеть (Aythya marila)
- Обыкновенная гага (Somateria mollissima)
- Гага-гребенушка (Somateria spectabilis)
- Гага сибирская (Polysticta stelleri)

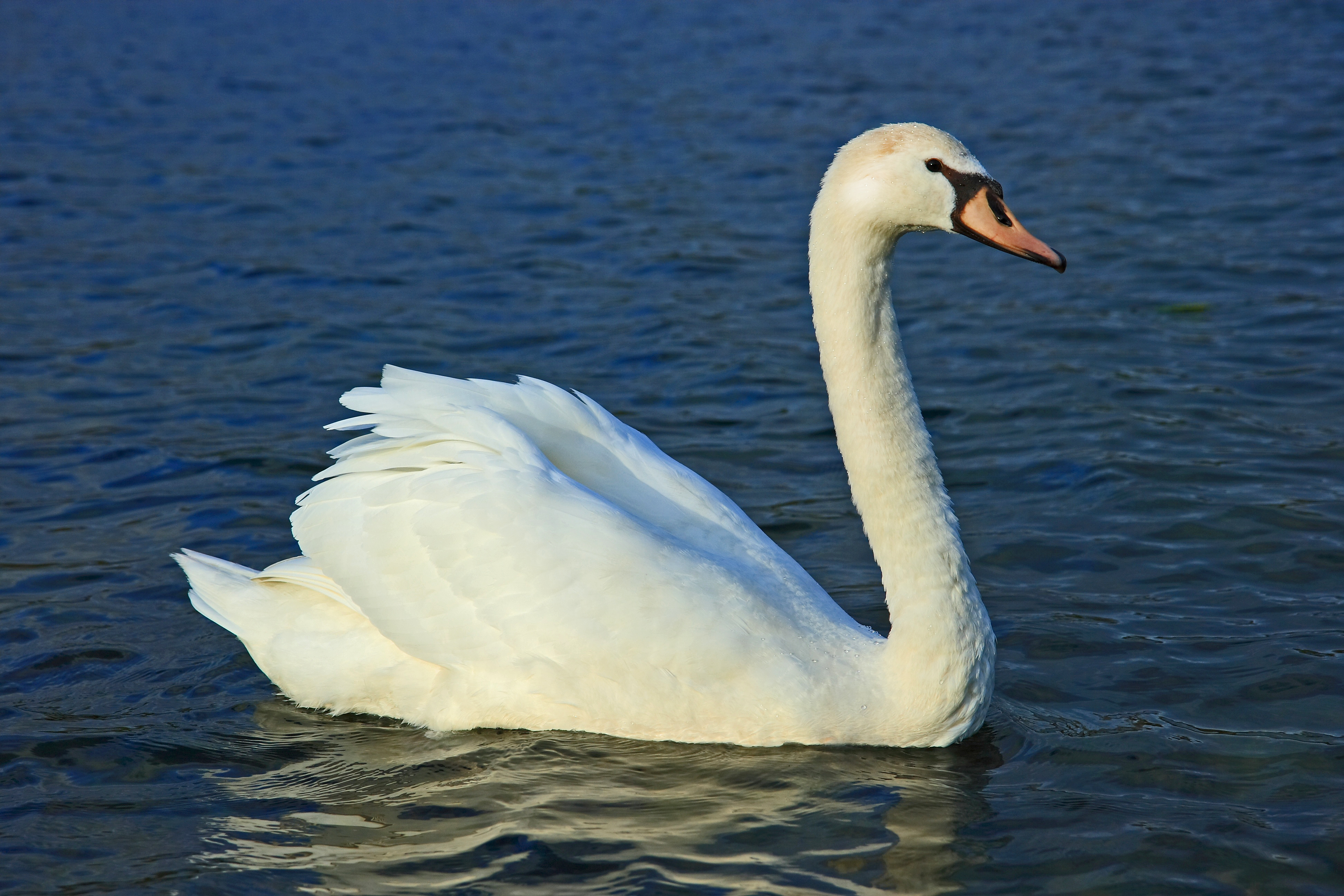
Лебедь-шипун

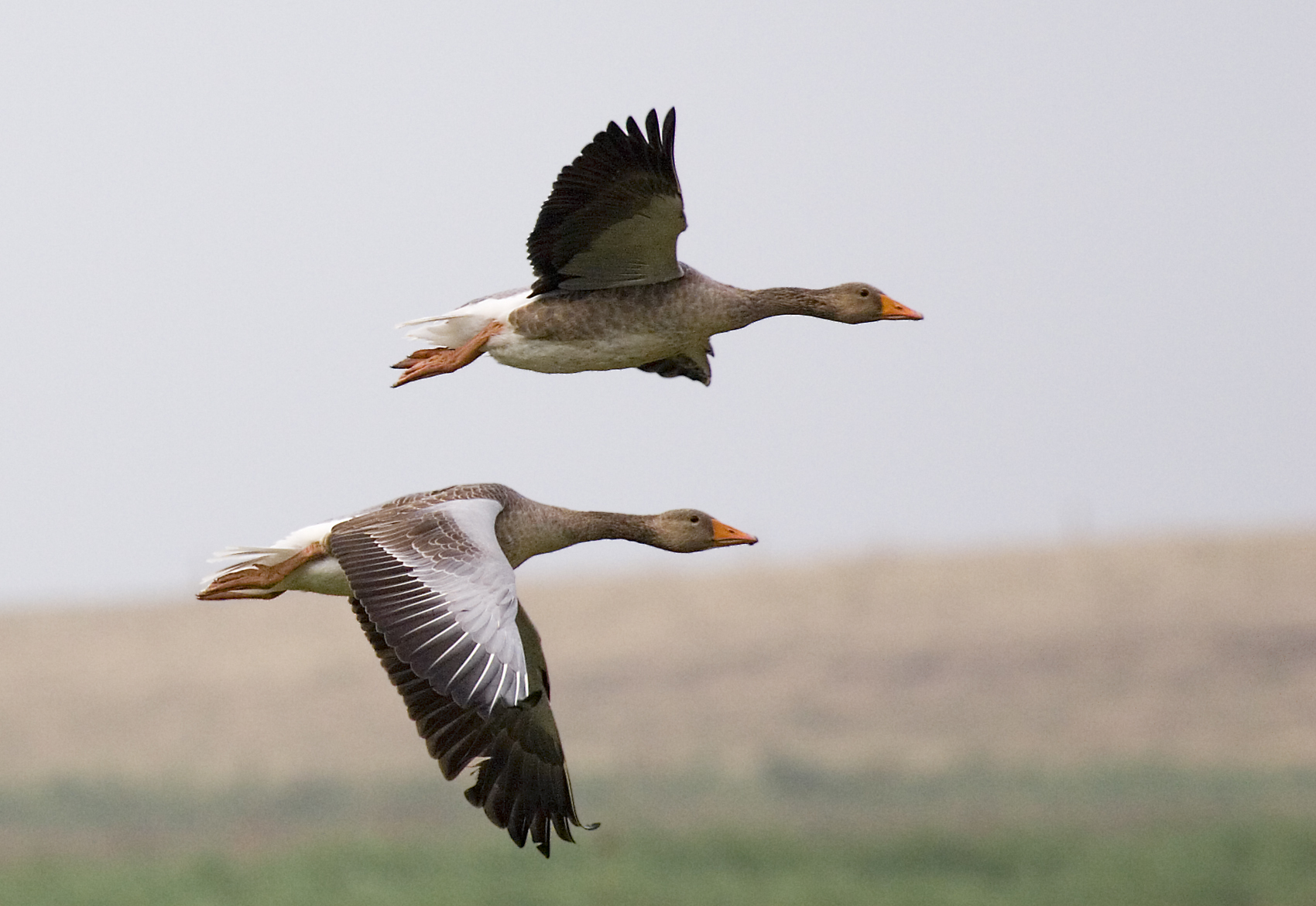
Серый гусь

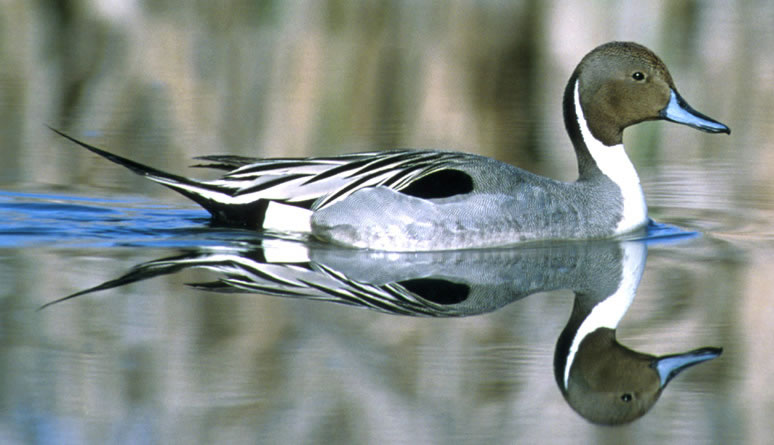
Шилохвость

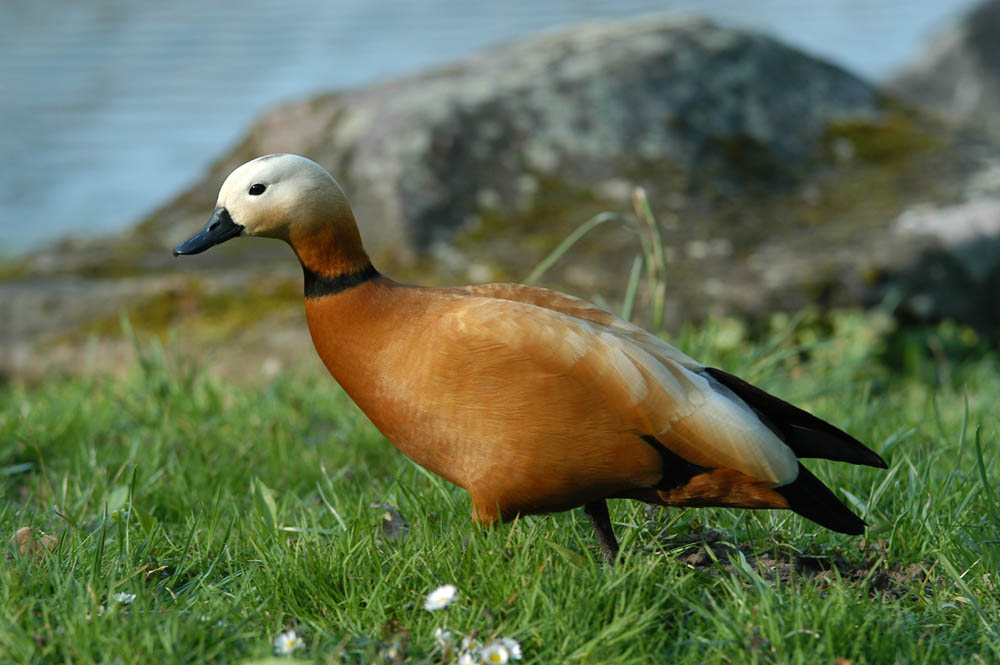
Огарь

- Каменушка (Histrionicus histrionicus)
- Морянка (Clangula hyemalis)
- Синьга (Melanitta nigra)
- Турпан (Melanitta fusca)
- Обыкновенный гоголь (Bucephala clangula)
- Луток (Mergellus albellus)
- Длинноносый крохаль (Mergus serrator)
- Большой крохаль (Mergus merganser)

## Отряд:Соколообразные(Falconiformes)

### Скопиные(Pandionidae)
- Скопа (Pandion haliaetus)

### Ястребиные(Accipitridae)

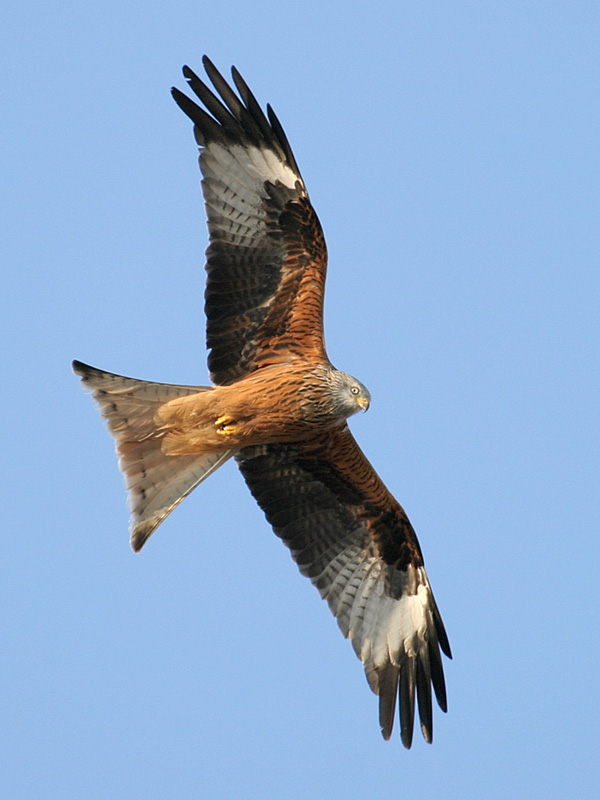
Красный коршун

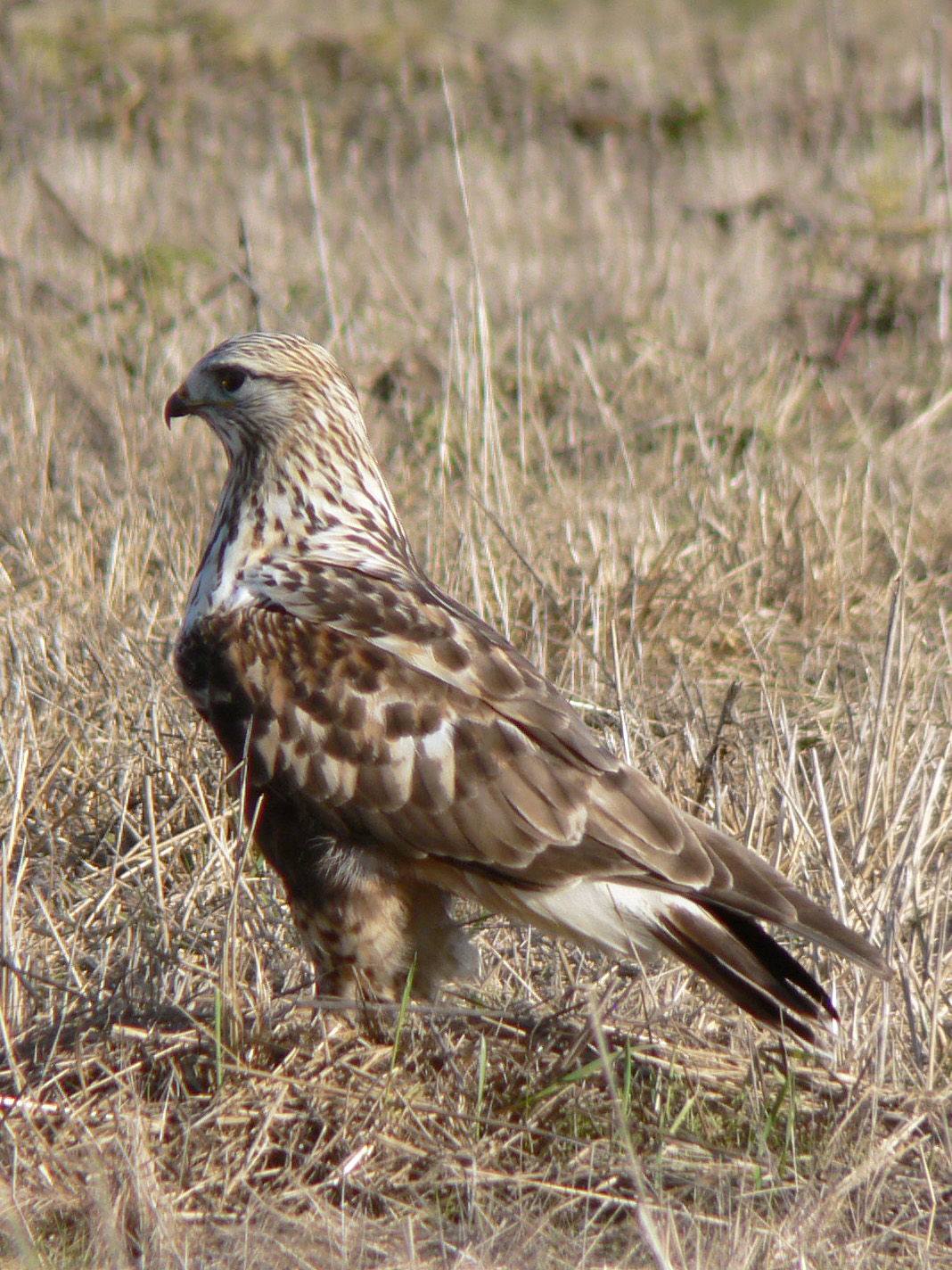
Мохноногий канюк

- Обыкновенный осоед (Pernis apivorus)
- Красный коршун (Milvus milvus)
- Чёрный коршун (Milvus migrans)
- Орлан-белохвост (Haliaeetus albicilla)
- Белоголовый сип (Gyps fulvus)
- Змееяд (Circaetus gallicus)
- Circus aeruginosus (Circus aeruginosus)
- Полевой лунь (Circus cyaneus)
- Степной лунь (Circus macrourus)
- Луговой лунь (Circus pygargus)
- Ястреб-перепелятник (Accipiter nisus)
- Ястреб-тетеревятник (Accipiter gentilis)
- Обыкновенный канюк (Buteo buteo)
- Мохноногий канюк (Buteo lagopus)
- Малый подорлик (Aquila pomarina)
- Большой подорлик (Aquila clanga)
- Могильник (Aquila heliaca)
- Беркут (Aquila chrysaetos)
- Орёл-карлик (Aquila pennatus)

### Соколиные(Falconidae)
- Степная пустельга (Falco naumanni)
- Обыкновенная пустельга (Falco tinnunculus)
- Кобчик (Falco vespertinus)
- Дербник (Falco columbarius)
- Чеглок (Falco subbuteo)
- Кречет (Falco rusticolus)
- Сапсан (Falco peregrinus)

## Отряд:Курообразные(Galliformes)

### Тетеревиные(Tetraonidae)
- Белая куропатка (Lagopus lagopus)
- Обыкновенный глухарь (Tetrao urogallus)
- Тетерев-косач (Tetrao tetrix)
- Обыкновенный рябчик (Bonasa bonasia)

### Фазановые(Phasianidae)
- Серая куропатка (Perdix perdix)
- Перепел (Coturnix coturnix)
- Обыкновенный фазан (Phasianus colchicus)

## Отряд:Журавлеобразные(Gruiformes)

### Журавли(Gruidae)
- Серый журавль (Grus grus)

### Пастушковые(Rallidae)
- Водяной пастушок (Rallus aquaticus)
- Коростель (Crex crex)
- Малый погоныш (Porzana parva)
- Погоныш (Porzana porzana)
- Камышница (Gallinula chloropus)
- Лысуха (Fulica atra)

### Дрофиные(Otididae)
- Дрофа (Otis tarda)
- Вихляй (Chlamydotis undulata)
- Дрофа-красотка (Chlamydotis macqueenii)

## Отряд:Ржанкообразные(Charadriiformes)

### Кулики-сороки(Haematopodidae)
- Кулик-сорока (Haematopus ostralegus)

### Шилоклювковые(Recurvirostridae)
- Шилоклювка (Recurvirostra avosetta)

### Авдотковые(Burhinidae)
- Авдотка (Burhinus oedicnemus)

### Ржанковые(Charadriidae)

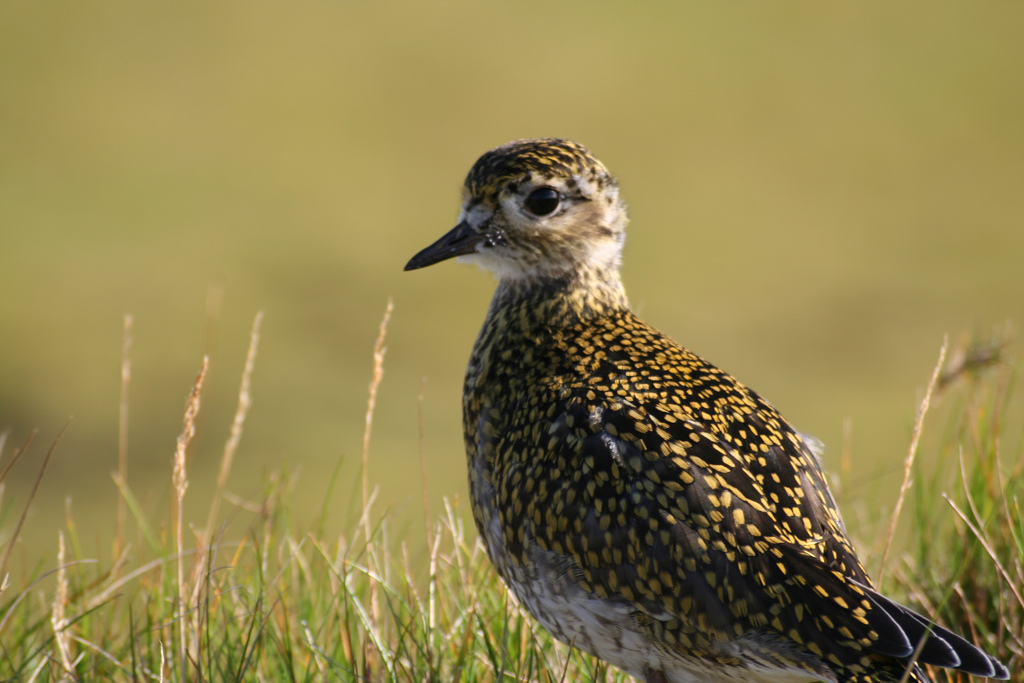
Золотистая ржанка

- Чибис (Vanellus vanellus)
- Золотистая ржанка (Pluvialis apricaria)
- Тулес (Pluvialis squatarola)
- Галстучник (Charadrius hiaticula)
- Малый зуёк (Charadrius dubius)
- Морской зуёк (Charadrius alexandrinus)
- Хрустан (Charadrius morinellus)

### Бекасовые(Scolopacidae)

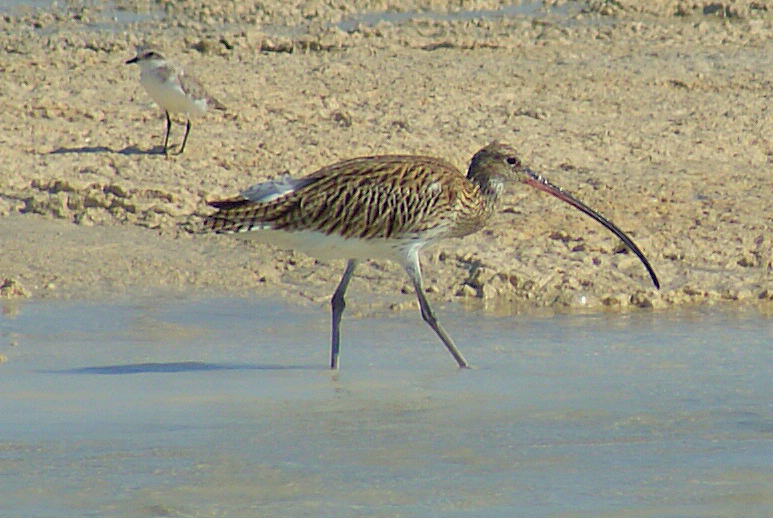
Большой кроншнеп

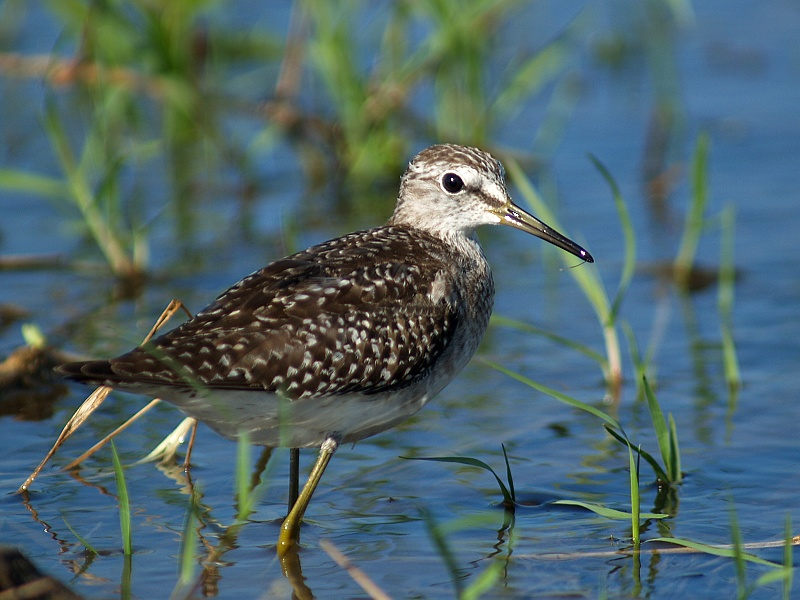
Фифи

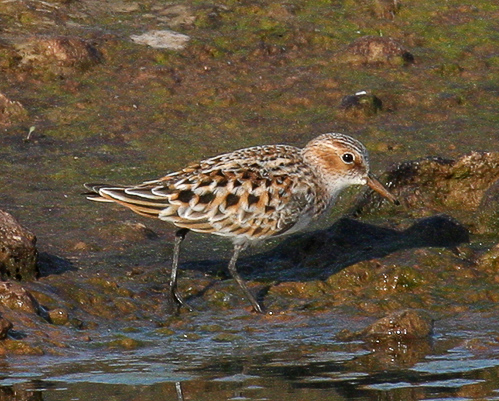
Кулик-воробей

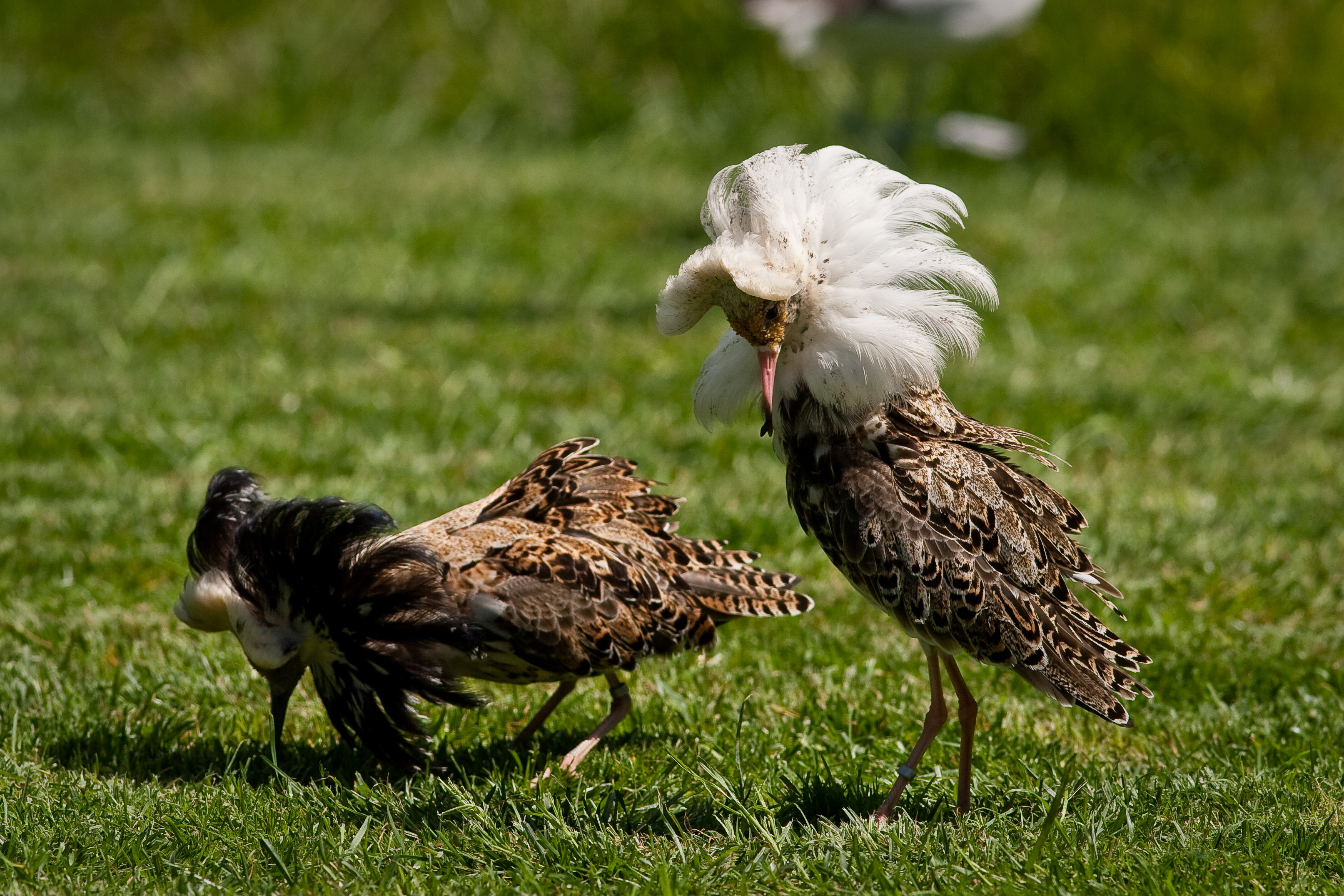
Турухтан

- Вальдшнеп (Scolopax rusticola)
- Гаршнеп (Lymnocryptes minimus)
- Дупель (Gallinago media)
- Обыкновенный бекас (Gallinago gallinago)
- Большой веретенник (Limosa limosa)
- Малый веретенник (Limosa lapponica)
- Средний кроншнеп (Numenius phaeopus)
- Большой кроншнеп (Numenius arquata)
- Щёголь (Tringa erythropus)
- Травник (Tringa totanus)
- Поручейник (Tringa stagnatilis)
- Большой улит (Tringa nebularia)
- Черныш (Tringa ochropus)
- Фифи (Tringa glareola)
- Мородунка (Xenus cinereus)
- Обыкновенный перевозчик (Actitis hypoleucos)
- Камнешарка (Arenaria interpres)
- Исландский песочник (Calidris canutus)
- Песчанка (Calidris alba)
- Кулик-воробей (Calidris minuta)
- Белохвостый песочник (Calidris temminckii)
- Краснозобик (Calidris ferruginea)
- Чернозобик (Calidris alpina)
- Морской песочник (Calidris maritima)
- Грязовик (Limicola falcinellus)
- Турухтан (Philomachus pugnax)
- Круглоносый плавунчик (Phalaropus lobatus)
- Плосконосый плавунчик (Phalaropus fulicarius)

### Поморниковые(Stercorariidae)
- Большой поморник (Stercorarius skua)
- Средний поморник (Stercorarius pomarinus)
- Короткохвостый поморник (Stercorarius parasiticus)
- Длиннохвостый поморник (Stercorarius longicaudus)

### Чайковые(Laridae)

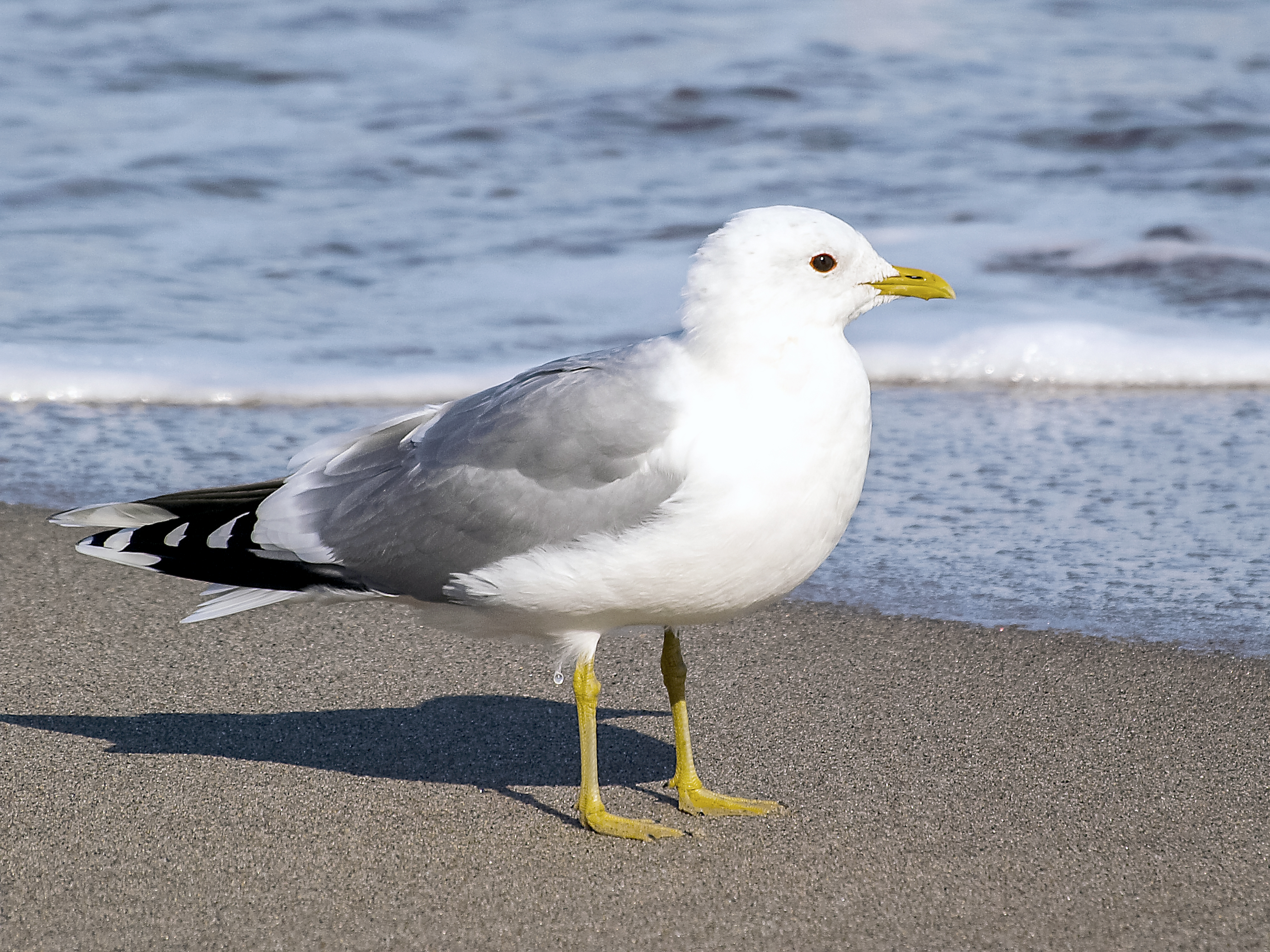
Сизая чайка

- Сизая чайка (Larus canus)
- Морская чайка (Larus marinus)
- Бургомистр (Larus hyperboreus)
- Полярная чайка (Larus glaucoides)
- Серебристая чайка (Larus argentatus)
- Клуша (Larus fuscus)
- Восточная клуша (Larus heuglini)
- Средиземноморская чайка (Larus michahellis)
- Черноголовый хохотун (Larus ichthyaetus)
- Озёрная чайка (Larus ridibundus)
- Средиземноморская чайка (Larus melanocephalus)
- Малая чайка (Larus minutus)
- Розовая чайка (Rhodostethia rosea)
- Обыкновенная моевка (Rissa tridactyla)

### Крачковые(Sternidae)
- Чеграва (Sterna caspia)
- Пестроносая крачка (Sterna sandvicensis)
- Обыкновенная крачка (Sterna hirundo)
- Полярная крачка (Sterna paradisaea)
- Малая крачка (Sterna albifrons)

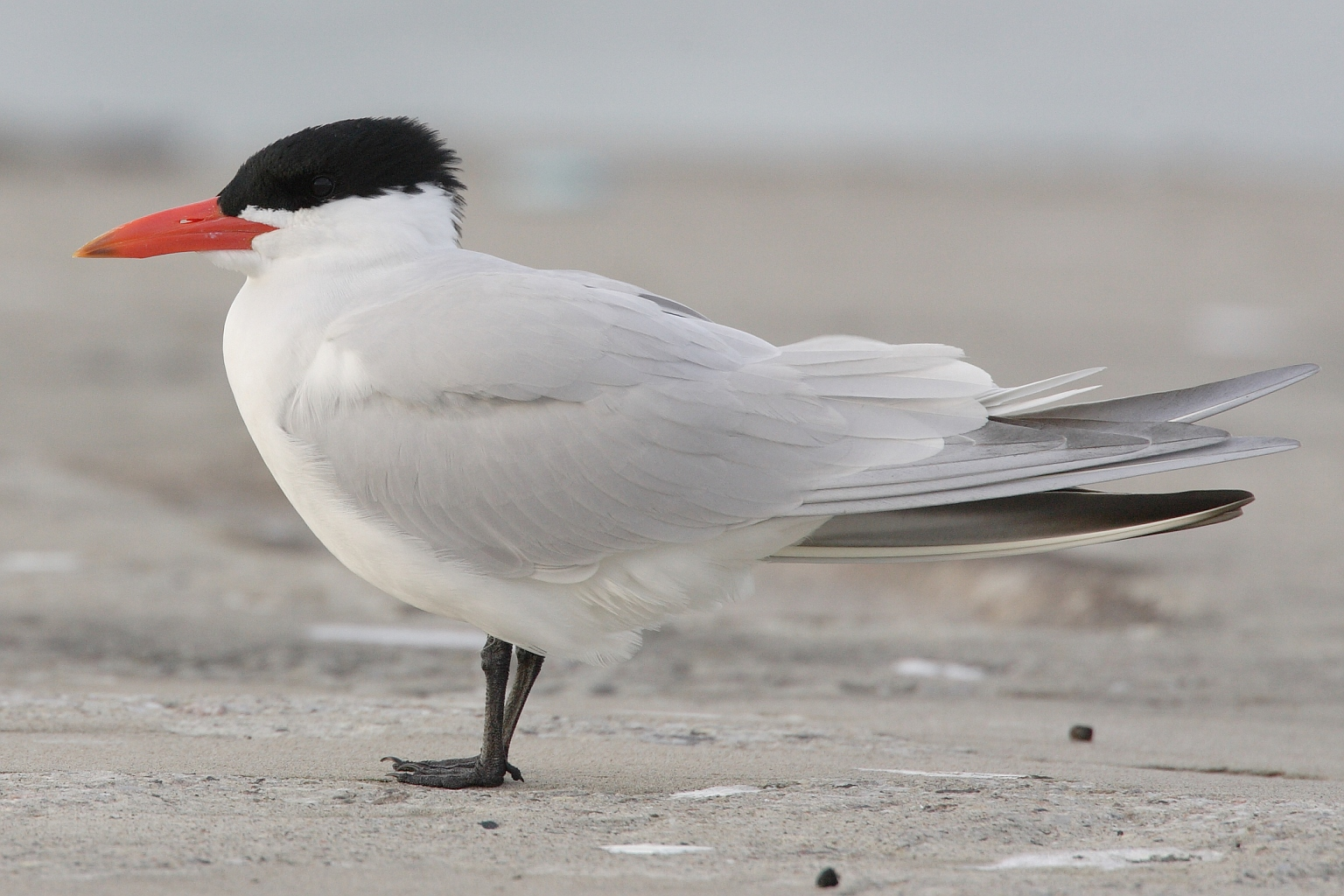
Чеграва

- Белощёкая болотная крачка (Chlidonias hybridus)
- Белокрылая болотная крачка (Chlidonias leucopterus)
- Чёрная болотная крачка (Chlidonias niger)

### Чистиковые(Alcidae)
- Люрик (Alle alle)
- Тонкоклювая кайра (Uria aalge)
- Толстоклювая кайра (Uria lomvia)
- Гагарка (Alca torda)
- Обыкновенный чистик (Cepphus grylle)

## Отряд:Рябкообразные(Pterocliformes)

### Рябковые(Pteroclidae)
- Саджа (Syrrhaptes paradoxus)

## Отряд:Голубеобразные(Columbiformes)

### Голубиные(Columbidae)
- Сизый голубь (Columba livia)
- Клинтух (Columba oenas)
- Вяхирь (Columba palumbus)
- Обыкновенная горлица (Streptopelia turtur)
- Кольчатая горлица (Streptopelia decaocto)

## Отряд:Кукушкообразные(Cuculiformes)

### Кукушковые(Cuculidae)
- Обыкновенная кукушка (Cuculus canorus)

## Отряд:Совообразные(Strigiformes)

### Сипуховые(Tytonidae)
- Обыкновенная сипуха (Tyto alba)

### Совиные(Strigidae)

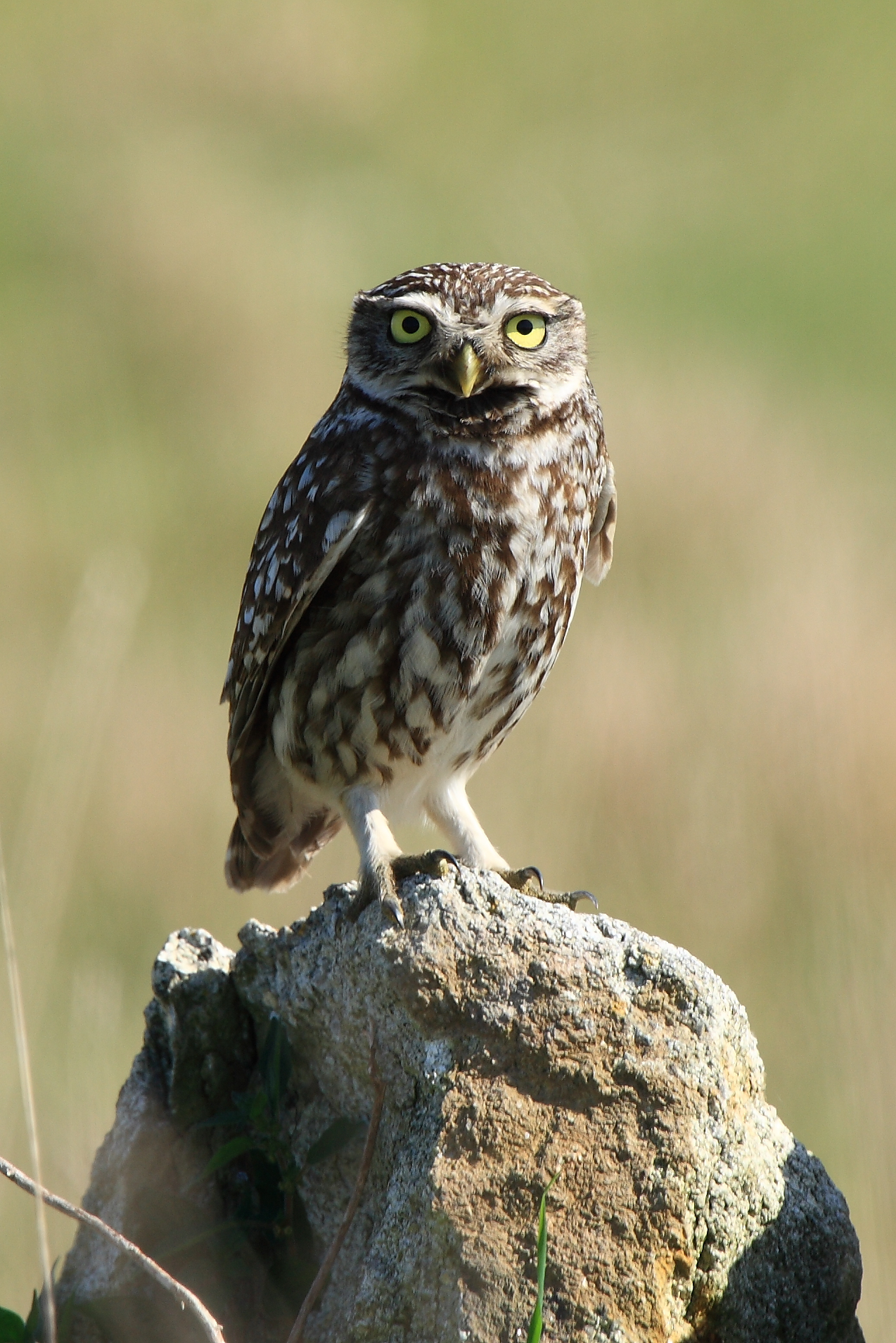
Домовый сыч

- Обыкновенная сплюшка (Otus scops)
- Филин (Bubo bubo)
- Белая сова (Bubo scandiacus)
- Обыкновенная неясыть (Strix aluco)
- Длиннохвостая неясыть (Strix uralensis)
- Бородатая неясыть (Strix nebulosa)
- Ястребиная сова (Surnia ulula)
- Воробьиный сыч (Glaucidium passerinum)
- Домовый сыч (Athene noctua)
- Мохноногий сыч (Aegolius funereus)
- Ушастая сова (Asio otus)
- Болотная сова (Asio flammeus)

## Отряд:Козодоеобразные(Caprimulgiformes)

### Настоящие козодои(Caprimulgidae)
- Обыкновенный козодой (Caprimulgus europaeus)

## Отряд:Стрижеобразные(Apodiformes)

### Стрижиные(Apodidae)
- Чёрный стриж (Apus apus)

## Отряд:Ракшеобразные(Coraciiformes)

### Зимородковые(Alcedinidae)
- Обыкновенный зимородок (Alcedo atthis)

### Щурковые(Meropidae)
- Золотистая щурка (Merops apiaster)

### Сизоворонковые(Coraciidae)
- Сизоворонка (Coracias garrulus)

### Удодовые(Upupidae)
- Удод (Upupa epops)

## Отряд:Дятлообразные(Piciformes)

### Дятловые(Picidae)

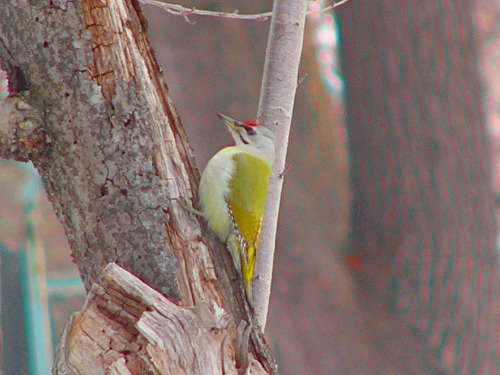
Седой дятел

- Вертишейка (Jynx torquilla)
- Малый пёстрый дятел (Dendrocopos minor)
- Средний пёстрый дятел (Dendrocopos medius)
- Белоспинный дятел (Dendrocopos leucotos)
- Большой пёстрый дятел (Dendrocopos major)
- Трёхпалый дятел (Picoides tridactylus)
- Желна (Dryocopus martius)
- Зелёный дятел (Picus viridis)
- Седой дятел (Picus canus)

## Отряд:Воробьинообразные(Passeriformes)

### Жаворонковые(Alaudidae)
- Хохлатый жаворонок (Galerida cristata)
- Лесной жаворонок (Lullula arborea)
- Полевой жаворонок (Alauda arvensis)
- Рогатый жаворонок (Eremophila alpestris)

### Ласточковые(Hirundinidae)
- Береговушка (Riparia riparia)
- Деревенская ласточка (Hirundo rustica)
- Городская ласточка (Delichon urbica)

### Трясогузковые(Motacillidae)

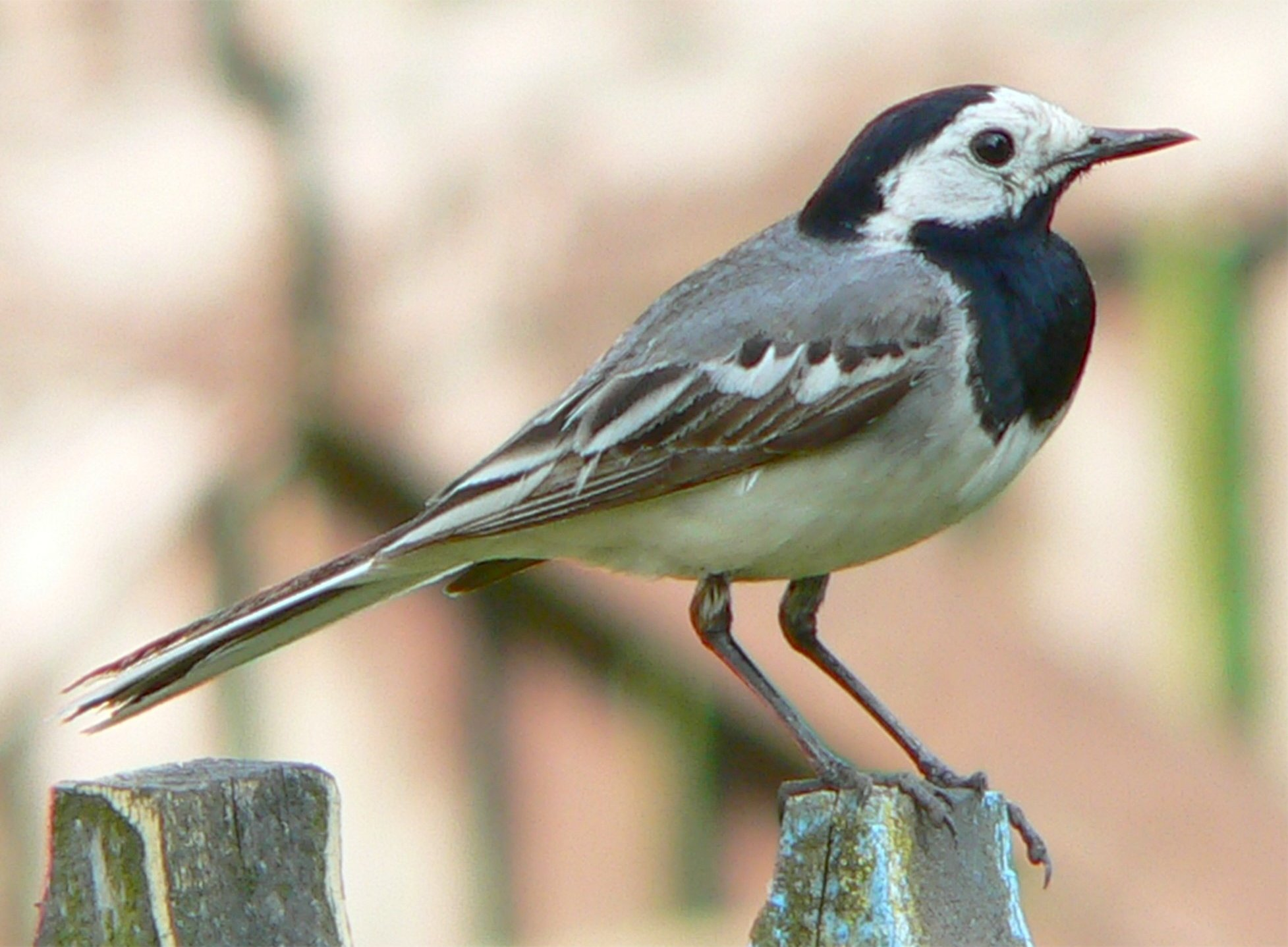
Белая трясогузка

- Белая трясогузка (Motacilla alba)
- Желтоголовая трясогузка (Motacilla citreola)
- Жёлтая трясогузка (Motacilla flava)
- Горная трясогузка (Motacilla cinerea)
- Степной конёк (Anthus richardi)
- Полевой конёк (Anthus campestris)
- Лесной конёк (Anthus trivialis)
- Сибирский конёк (Anthus gustavi)
- Луговой конёк (Anthus pratensis)
- Краснозобый конёк (Anthus cervinus)
- Береговой конёк (Anthus petrosus)
- Горный конёк (Anthus spinoletta)

### Корольковые(Regulidae)
- Желтоголовый королёк (Regulus regulus)
- Красноголовый королёк (Regulus ignicapillus)

### Свиристелевые(Bombycillidae)
- Свиристель (Bombycilla garrulus)

### Оляпковые(Cinclidae)
- Оляпка (Cinclus cinclus)

### Крапивниковые(Troglodytidae)
- Крапивник (Troglodytes troglodytes)

### Завирушковые(Prunellidae)
- Сибирская завирушка (Prunella montanella)
- Лесная завирушка (Prunella modularis)

### Дроздовые(Turdidae)
- Белозобый дрозд (Turdus torquatus)
- Чёрный дрозд (Turdus merula)
- Рябинник (Turdus pilaris)
- Белобровик (Turdus iliacus)
- Певчий дрозд (Turdus philomelos)
- Деряба (Turdus viscivorus)

### Славковые(Sylviidae)
- Обыкновенный сверчок (Locustella naevia)
- Певчий сверчок (Locustella certhiola)
- Речной сверчок (Locustella fluviatilis)
- Соловьиный сверчок (Locustella luscinioides)
- Тонкоклювая камышёвка (Acrocephalus melanopogon)
- Вертлявая камышовка (Acrocephalus paludicola)

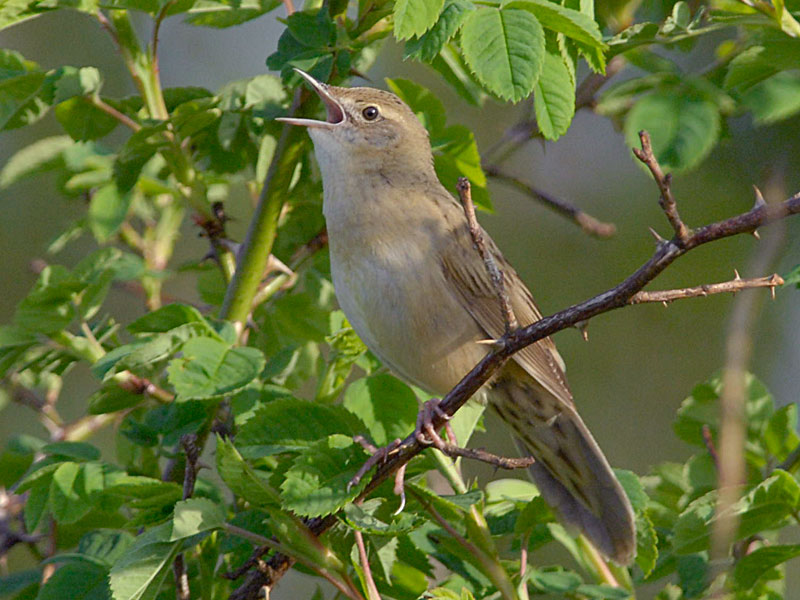
Обыкновенный сверчок

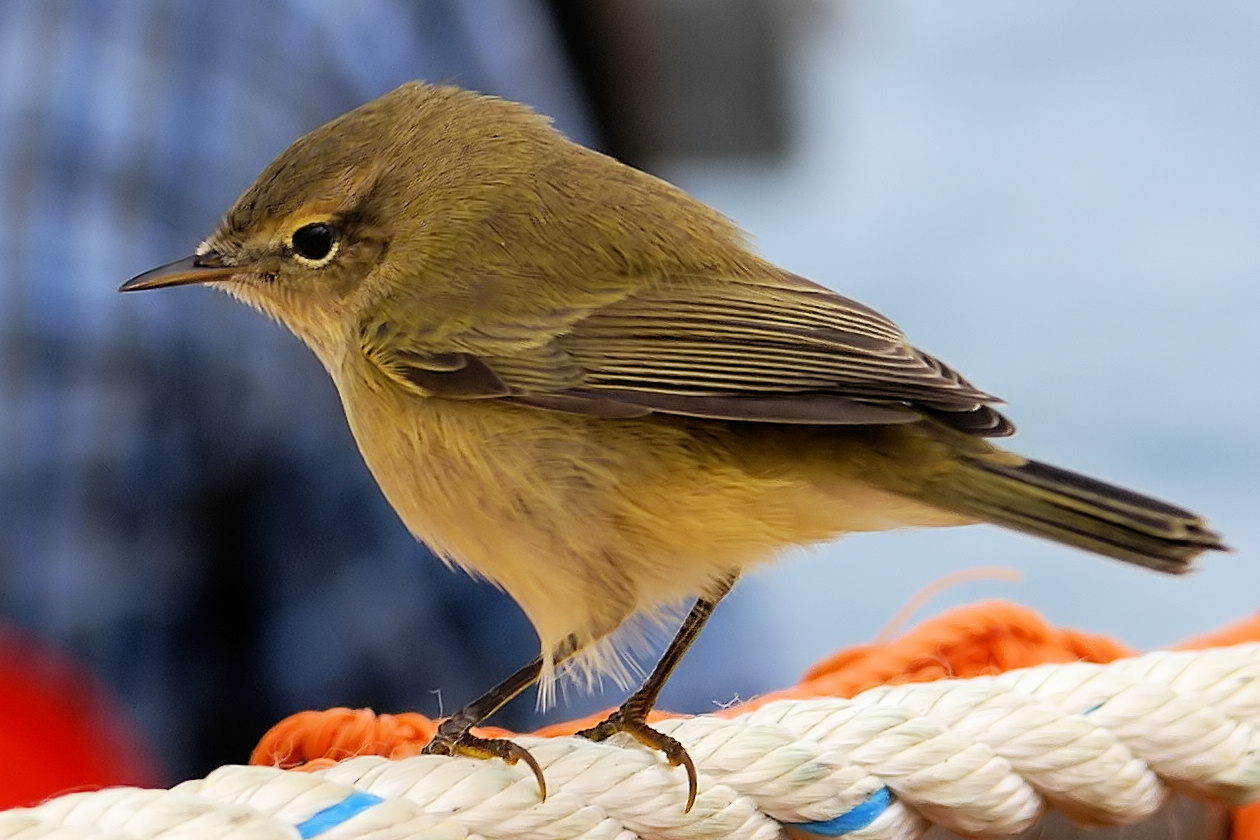
Пеночка-теньковка

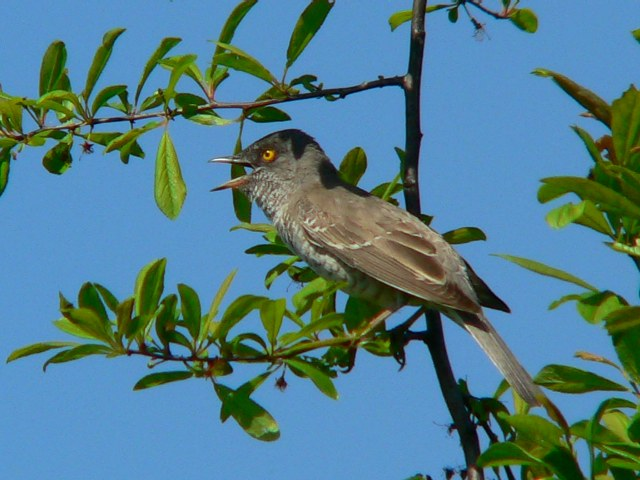
Ястребиная славка

- Камышовка-барсучок (Acrocephalus schoenobaenus)
- Индийская камышовка (Acrocephalus agricola)
- Тростниковая камышовка (Acrocephalus scirpaceus)
- Садовая камышовка (Acrocephalus dumetorum)
- Болотная камышовка (Acrocephalus palustris)
- Дроздовидная камышовка (Acrocephalus arundinaceus)
- Зелёная пересмешка (Hippolais icterina)
- Пеночка-весничка (Phylloscopus trochilus)
- Пеночка-теньковка (Phylloscopus collybita)
- Пеночка-трещотка (Phylloscopus sibilatrix)
- Бурая пеночка (Phylloscopus fuscatus)
- Толстоклювая пеночка (Phylloscopus schwarzi)
- Корольковая пеночка (Phylloscopus proregulus)
- Пеночка-зарничка (Phylloscopus inornatus)
- Тусклая пеночка (Phylloscopus humei)
- Пеночка-таловка (Phylloscopus borealis)
- Зелёная пеночка (Phylloscopus trochiloides)
- Черноголовая славка (Sylvia atricapilla)
- Садовая славка (Sylvia borin)
- Серая славка (Sylvia communis)
- Славка-завирушка (Sylvia curruca)
- Ястребиная славка (Sylvia nisoria)

### Мухоловковые(Muscicapidae)

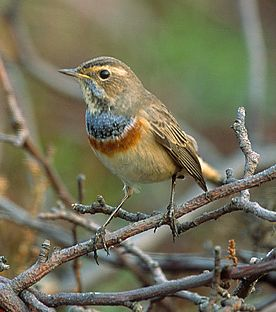
Варакушка

- Серая мухоловка (Muscicapa striata)
- Мухоловка-пеструшка (Ficedula hypoleuca)
- Мухоловка-белошейка (Ficedula albicollis)
- Малая мухоловка (Ficedula parva)
- Зарянка (Erithacus rubecula)
- Обыкновенный соловей (Luscinia luscinia)
- Западный соловей (Luscinia megarhynchos)
- Варакушка (Luscinia svecica)
- Синехвостка (Tarsiger cyanurus)
- Горихвостка-чернушка (Phoenicurus ochruros)
- Обыкновенная горихвостка (Phoenicurus phoenicurus)
- Луговой чекан (Saxicola rubetra)
- Черноголовый чекан (Saxicola rubicola)
- Обыкновенная каменка (Oenanthe oenanthe)

### Толстоклювые синицы(Paradoxornithidae)
- Усатая синица (Panurus biarmicus)

### Длиннохвостые синицы(Aegithalidae)
- Длиннохвостая синица (Aegithalos caudatus)

### Синицевые(Paridae)

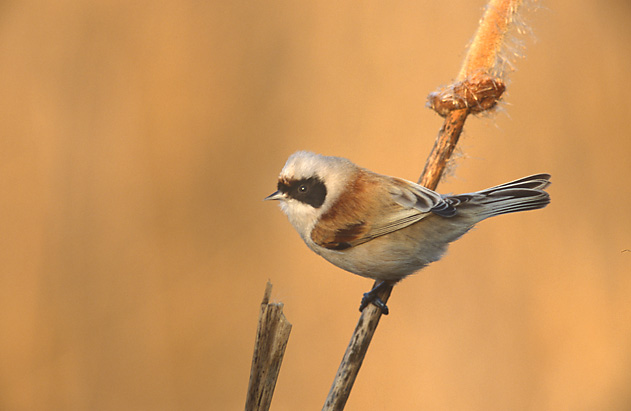
Обыкновенный ремез

- Черноголовая гаичка (Poecile palustris)
- Буроголовая гаичка (Poecile montana)
- Московка (Periparus ater)
- Хохлатая синица (Lophophanes cristatus)
- Большая синица (Parus major)
- Обыкновенная лазоревка (Cyanistes caeruleus)
- Белая лазоревка (Cyanistes cyanus)
- Обыкновенный ремез (Remiz pendulinus)

### Поползневые(Sittidae)
- Обыкновенный поползень (Sitta europaea)

### Пищуховые(Certhiidae)
- Обыкновенная пищуха (Certhia familiaris)
- Короткопалая пищуха (Certhia brachydactyla)

### Иволговые(Oriolidae)
- Обыкновенная иволга (Oriolus oriolus)

### Сорокопутовые(Laniidae)
- Обыкновенный жулан (Lanius collurio)
- Серый сорокопут (Lanius excubitor)
- Чернолобый сорокопут (Lanius minor)

### Врановые(Corvidae)

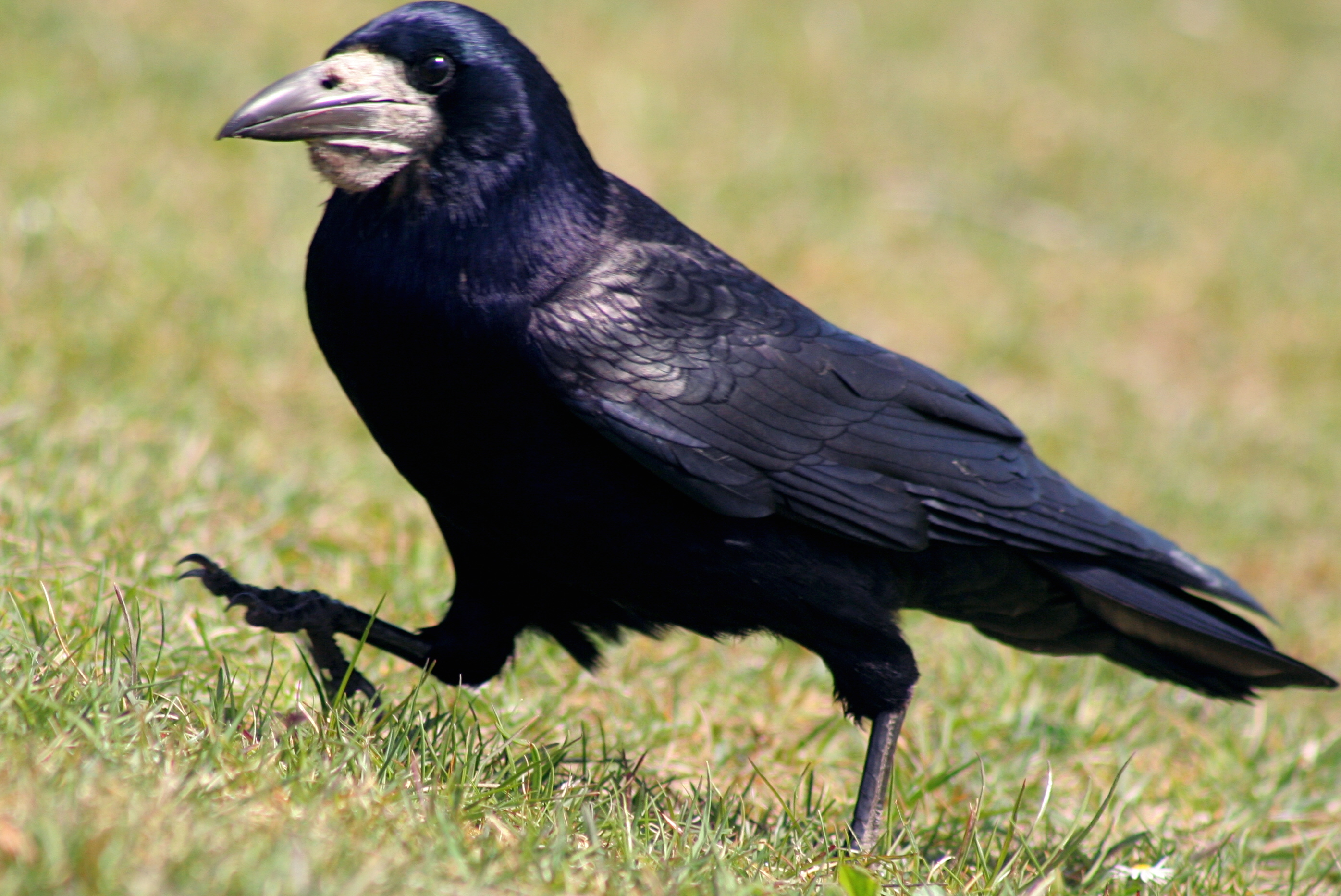
Грач

- Сойка (Garrulus glandarius)
- Сорока (Pica pica)
- Кедровка (Nucifraga caryocatactes)
- Галка (Corvus monedula)
- Грач (Corvus frugilegus)
- Чёрная ворона (Corvus corone)
- Ворон (Corvus corax)

### Скворцовые(Sturnidae)
- Розовый скворец (Pastor roseus)
- Обыкновенный скворец (Sturnus vulgaris)

### Овсянковые(Emberizidae)

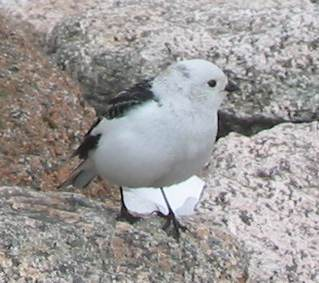
Пуночка

- Обыкновенная овсянка (Emberiza citrinella)
- Садовая овсянка (Emberiza hortulana)
- Овсянка-крошка (Emberiza pusilla)
- Овсянка-ремез (Emberiza rustica)
- Тростниковая овсянка (Emberiza schoeniclus)
- Просянка (Emberiza calandra)
- Лапландский подорожник (Calcarius lapponicus)
- Пуночка (Plectrophenax nivalis)

### Вьюрковые(Fringillidae)
- Зяблик (Fringilla coelebs)
- Вьюрок (Fringilla montifringilla)
- Обыкновенный щур (Pinicola enucleator)
- Обыкновенная чечевица (Carpodacus erythrinus)
- Клёст-сосновик (Loxia pytyopsittacus)
- Клёст-еловик (Loxia curvirostra)
- Белокрылый клёст (Loxia leucoptera)
- Обыкновенная зеленушка (Carduelis chloris)
- Чечётка (Carduelis flammea)
- Тундряная чечётка (Carduelis hornemanni)
- Чиж (Carduelis spinus)
- Черноголовый щегол (Carduelis carduelis)
- Горная чечётка (Carduelis flavirostris)
- Коноплянка (Carduelis cannabina)
- Канареечный вьюрок (Serinus serinus)
- Снегирь (Pyrrhula pyrrhula)

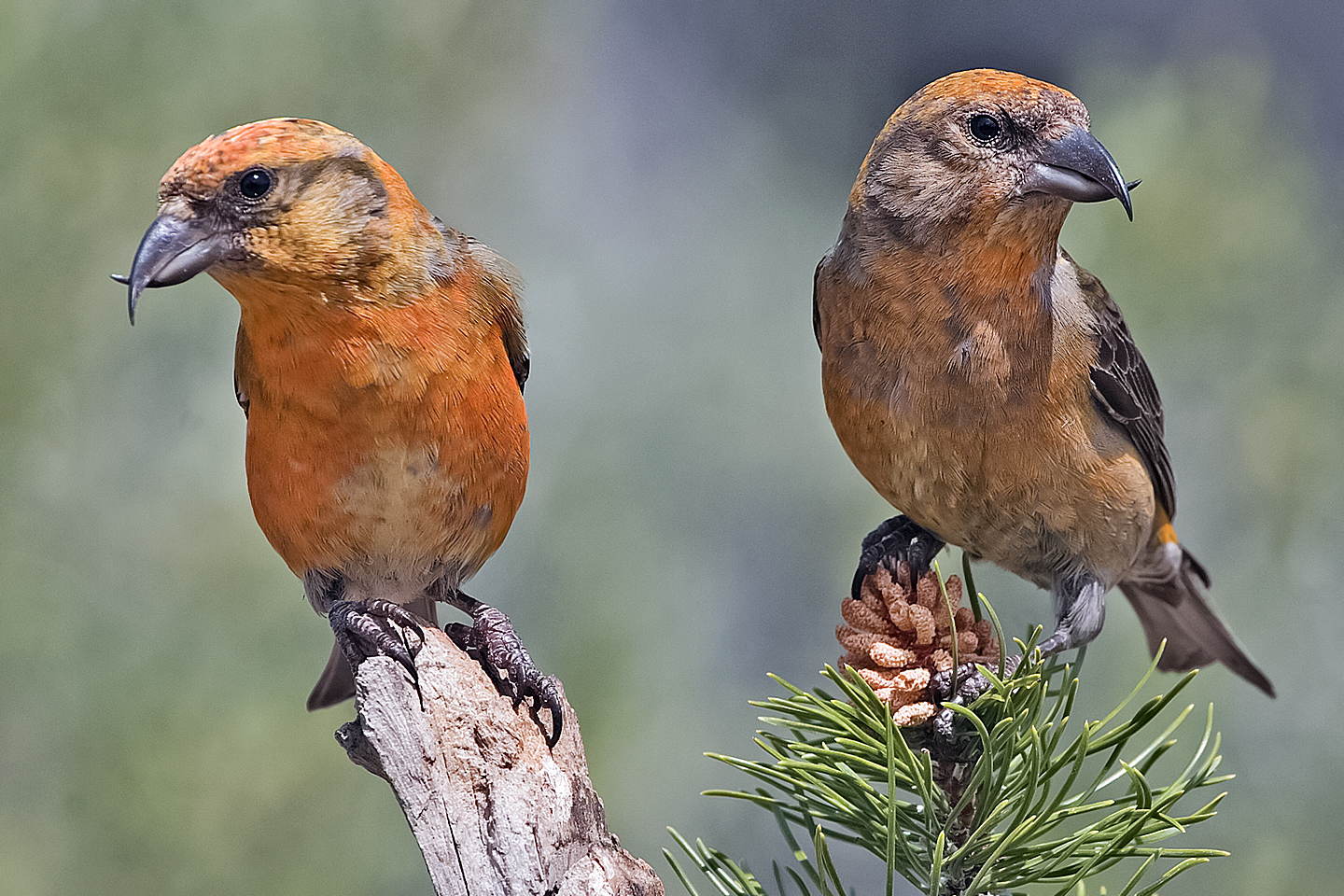
Клёст-еловик

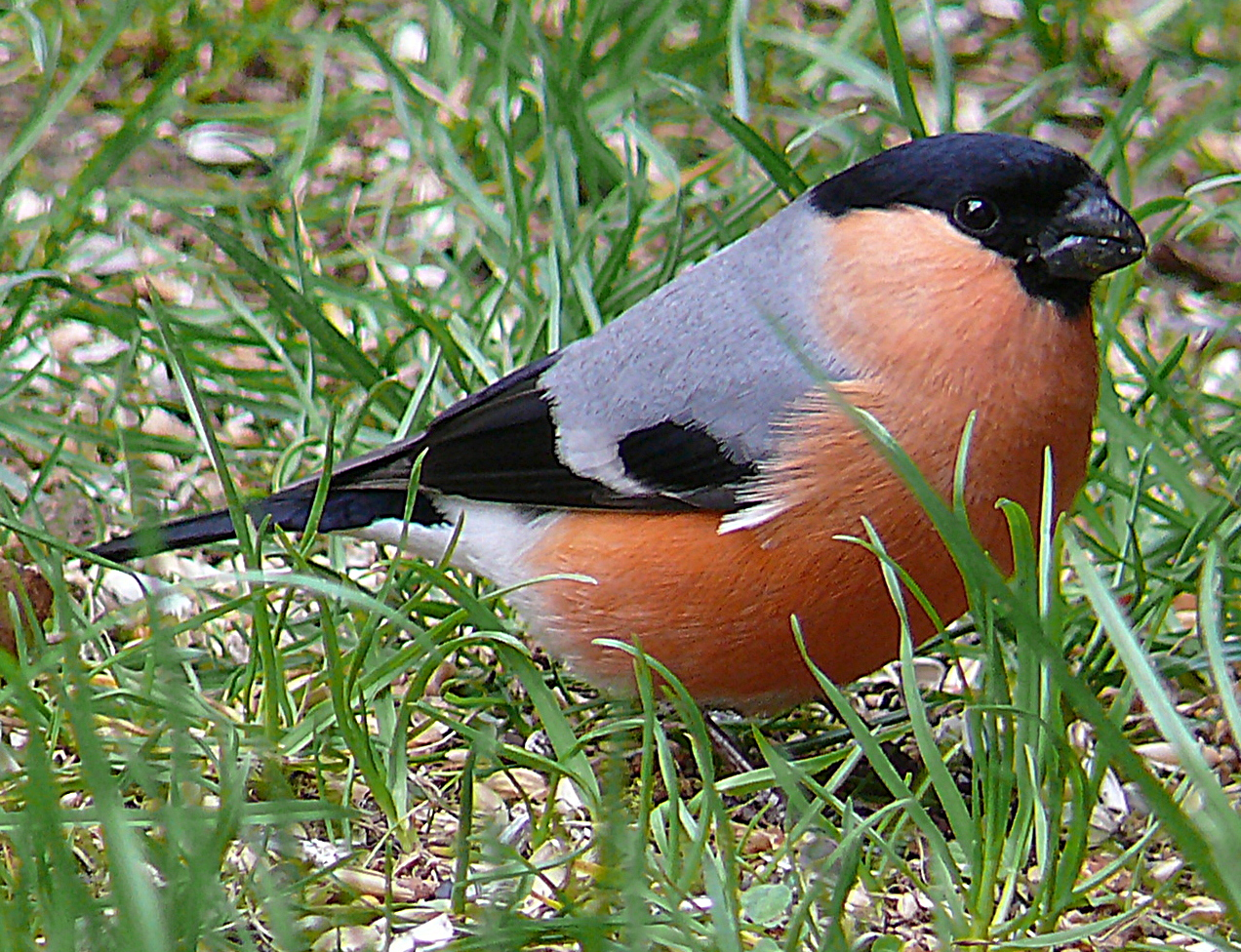
Снегирь

- Обыкновенный дубонос (Coccothraustes coccothraustes)

### Воробьиные(Passeridae)
- Домовый воробей (Passer domesticus)
- Полевой воробей (Passer montanus)